# Seamus Haji
Seamus Haji (* 30. Dezember 1968) ist ein britischer House-DJ und Musikproduzent.

## Biographie
Seamus Haji hatte mit einer Coverversion von Indeeps Last Night a DJ Saved My Life einen Nummer-eins-Hit in den UK-Dance-Charts. Die Single wurde 2004 erstveröffentlicht und erreichte damals Platz 69 in den britischen Singlecharts. 2007 wurde die Single neuveröffentlicht und kam anschließend in den UK-Charts auf Platz 13.
Daneben ist Seamus Haji ein sehr gefragter Remixer und bearbeitete zuletzt Songs von Künstlern wie Rihanna, Mariah Carey, Moby und Estelle. Einige seiner Remixe wurden auch zur Hauptversion der jeweiligen Songs; etwa Boogie 2nite von Booty Luv, der schließlich Platz 2 in den britischen Singlecharts erreichte. Er produziert oft gemeinsam mit Paul Emanuel; zusammen hatten sie einen Top-75-Charterfolg mit Take Me Away, einer Coverversion des Originals aus dem Jahre 1991 von True Faith feat. Bridgett Grace mit Final Cut.
Haji ist zuständig für den Bereich Artists and Repertoire beim Musiklabel Big Love.

## Diskographie

### Singles
- 1996: The Big Bang Theory
- 2002: Beat Goes On (mit Paul Emanuel)
- 2004: Freaky (mit A.T.F.C.)
- 2004: Last Night a DJ Saved My Life
- 2004: Ooh Ooh Ah! (mit A.T.F.C.)
- 2005: Angels of Love
- 2005: Changes (mit Def E)
- 2005: Weekend (mit Paul Emanuel)
- 2005: Take Me Away (mit Paul Emanuel)
- 2007: Last Night a DJ Saved My Life (feat. Kay Jay)
- 2007: If (mit Paul Emanuel)
- 2008: Head to Toe (feat. Doug Lazy)
- 2009: I've Been Looking (mit Romain Curtis feat. Awa)
- 2009: So Far Away (mit Kaskade und Haley)
- 2010: Good Times (mit Mark Knight und Funkagenda)

### Remixe (Auswahl)
- 2005: Axwell feat. Tara McDonald – Feel the Vibe (Til The Morning Comes)
- 2005: Dannii Minogue feat. The Soul Seekerz – Perfection
- 2006: Sugababes – Easy
- 2005: Bon Garçon – Freek U
- 2006: Booty Luv – Boogie 2Nite
- 2006: Chanel – My Life
- 2007: Booty Luv – Don't Mess with My Man
- 2007: Calvin Harris – Colours
- 2007: J. Holiday – Bed
- 2007: Just Jack – Writer's Block
- 2007: Mr Hudson & The Library – Picture of You
- 2007: Rihanna – Take a Bow
- 2007: Rihanna – Umbrella
- 2007: Róisín Murphy – Overpowered
- 2007: StoneBridge – SOS
- 2008: Mariah Carey – Touch My Body
- 2008: Moby – I Love to Move In Here
- 2008: Teamsters feat. Tara McDonald – Shake It Off
- 2008: The Ting Tings – Shut Up and Let Me Go
- 2009: Craig David – Insomnia
- 2009: The-Dream feat. Kanye West – Walkin' On the Moon
- 2009: Mariah Carey – Obsessed
- 2009: Sneaky Sound System – It's Not My Problem
- 2010: Estelle – Fall In Love
- 2011: Hurts – Sunday